# MMTK
MMTK (ang. Molecular Modelling Toolkit) – zestaw narzędzi programowych do modelowania molekularnego. MMTK jest to oprogramowanie open source z wiodącym językiem Python, do wspomagania powszechnych działań w modelowaniu cząsteczek.
Pakiet zawiera:
- konstrukcje systemów cząsteczkowych szczególnie dla białek i polinukleotydów
- Nieskończone systemy dla periodycznych warunków brzegowych
- geometryczne operacje na współrzędnych
- Wizualizacje przy użyciu zewnętrznych PDB i VRLM przeglądarek
- animację dynamicznych trajektorii
- AMBER 94 oddziaływania polowe z wieloopcyjnym wybieraniem elektrostatycznych interakcji
- siłowe pola deformacyjne dla szybkich NM obliczeń dla polipeptydów
- minimalizacje energii w wersjach: stopniowej i ciągłej
- Molekularną dynamikę z wyborem ustaleń termostatycznych, barostatycznych i odległościowych
- NM profil analizy
- operacje torów
- dopasowywanie ładunków punktowych
- obliczanie powierzchni cząsteczek
- IO sprzężenie do innych programów